# Bježanija
Bježanija je bivše samostalno naselje s područja današnje općine Fojnica, Federacija BiH, BiH.

## Povijest
Za vrijeme socijalističke BiH ovo je naselje pripojeno naselju Fojnica.